# Brede Sogn
Brede Sogn er et sogn i Tønder Provsti (Ribe Stift).
Brede Sogn hørte til Tønder, Højer og Lø Herred i Tønder Amt. Brede sognekommune blev ved kommunalreformen i 1970 indlemmet i Bredebro Kommune, der ved strukturreformen i 2007 indgik i Tønder Kommune.
I Brede Sogn ligger Brede Kirke.
I sognet findes følgende autoriserede stednavne:
- Abterp (bebyggelse, ejerlav)
- Borg (bebyggelse, ejerlav)
- Borgmark (bebyggelse)
- Brede (bebyggelse, ejerlav)
- Bredebro (stationsby)
- Galgemark (bebyggelse)
- Harres (bebyggelse, ejerlav)
- Harres Hede (bebyggelse)
- Harres Mark (bebyggelse)
- Kumled (bebyggelse, ejerlav)
- Nørre Vollum (bebyggelse)
- Storde (bebyggelse)
- Svanstrup (bebyggelse)
- Sønder Vollum (bebyggelse)
- Trælborg (bebyggelse)
- Vollum Østermark (bebyggelse)
- Åspe (bebyggelse, ejerlav)

## Afstemningsresultat
Folkeafstemningen ved Genforeningen i 1920 gav i Brede Sogn 794 stemmer for Danmark, 138 for Tyskland. Af vælgerne var 220 tilrejst fra Danmark, 142 fra Tyskland. 